# Hosszúszarvú bölény
A hosszúszarvú bölény (Bison latifrons) az emlősök (Mammalia) osztályának párosujjú patások (Artiodactyla) rendjébe, ezen belül a tülkösszarvúak (Bovidae) családjába és a tulokformák (Bovinae) alcsaládjába tartozó fosszilis faj.

## Előfordulása
A hosszúszarvú bölény egykoron a mai Észak-Amerika területén fordult elő, Alaszkától kezdve egészen Dél-Mexikóig. A pleisztocén kor vége felé élt, körülbelül 200 000 és 30-20 ezer évvel ezelőtti időszakban.

## Kifejlődése
Feltételezések szerint ez az állat a sztyeppei bölényből (Bison priscus) fejlődött ki, valahol eme kontinens közepetáján. A megafauna szerves részévé vált, és mint sokan azok közül a holocén kor közeledtekor ki is halt, vagy talán tovább fejlődött, átalakulva az amerikai ősbölénybe (Bison antiquus), amely alkalmazkodóbb képességű volt.

## Megjelenése
Mivel főleg koponyadarabok és szarvak kerültek elő, az állat méretét nehéz megállapítani. A lábcsontok azonban arra utalnak, hogy ez a bölényfaj körülbelül 25-50 százalékkal nagyobb lehetett, mint a mai bölények. Feltételezések szerint 4,75 méter hosszú, 2,3 méter marmagasságú és 1250-2000 kilogramm testtömegű lehetett; ezekkel a méretekkel az egyik legnagyobb valaha létezett  kérődző (Ruminantia) volt. A szarvhegyek között körülbelül 213 centiméteres távolság volt.

## Képek

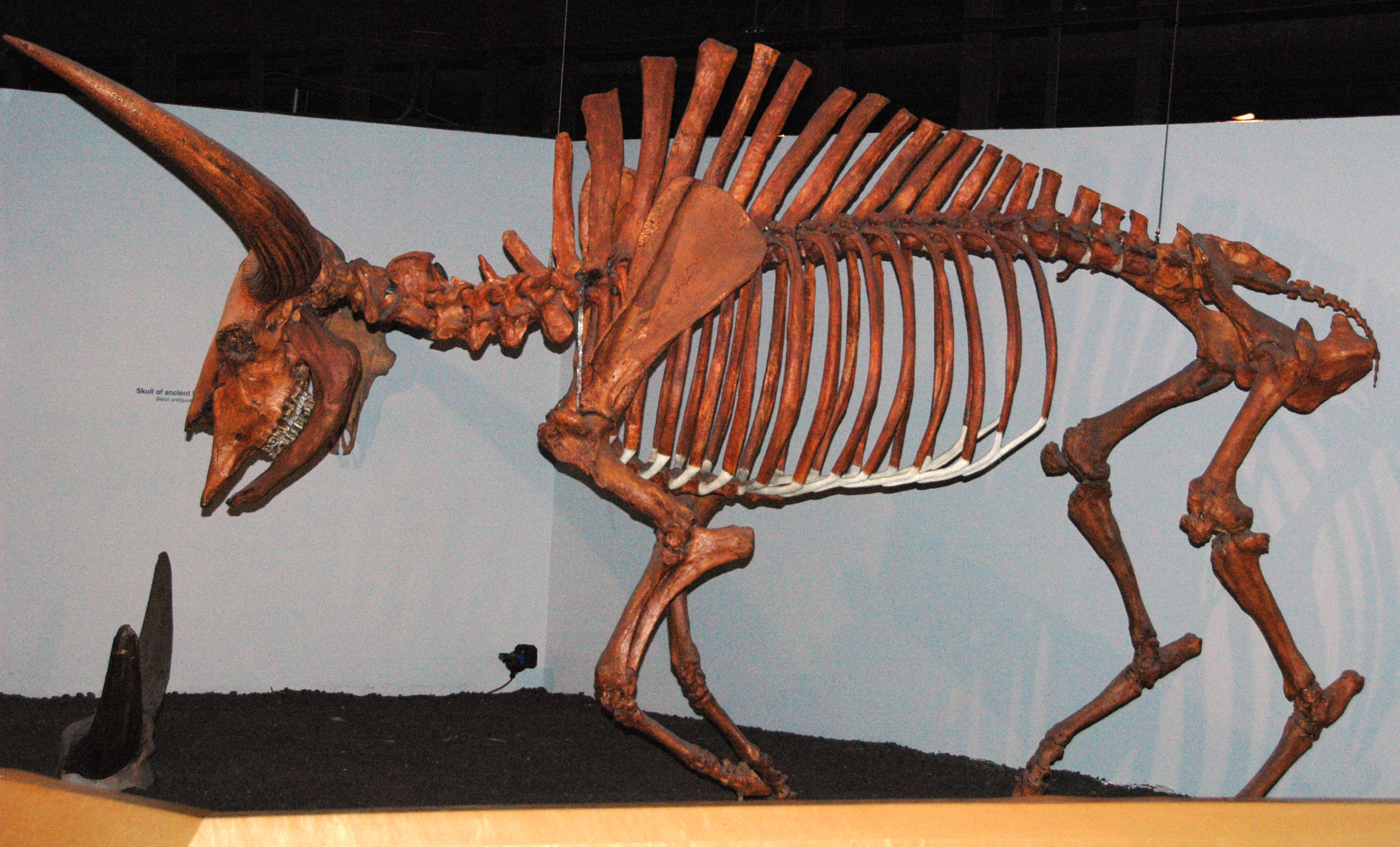
Csontváza
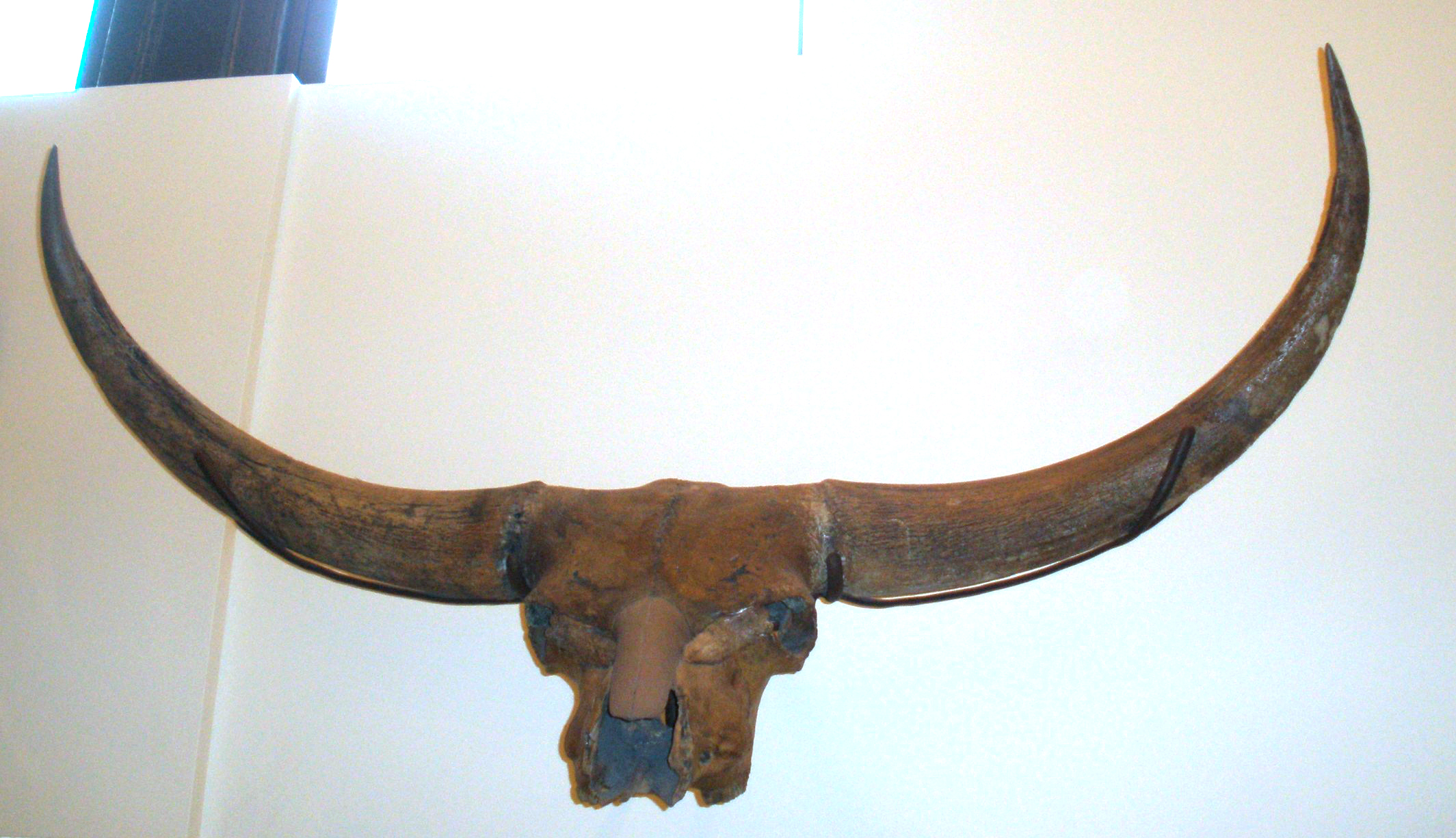
A koponya teteje és szarvai

## Fordítás
- Ez a szócikk részben vagy egészben  a   Bison latifrons című angol Wikipédia-szócikk ezen változatának fordításán alapul.  Az eredeti cikk szerkesztőit annak laptörténete sorolja fel. Ez a jelzés csupán a megfogalmazás eredetét és a szerzői jogokat jelzi, nem szolgál a cikkben szereplő információk forrásmegjelöléseként.